# Sir Graeme Douglas International 2020
Das Sir Graeme Douglas International 2020 war eine Leichtathletik-Veranstaltung, die am 23. Februar 2020 in der neuseeländischen Stadt Auckland stattfand. Sie war die zweite Veranstaltung der 2020 gegründeten World Athletics Continental Tour und zählte zu den Bronze-Meetings, der dritthöchsten Kategorie dieser Leichtathletik-Serie.

## Resultate

### Männer

#### 100 m
| Platz | Athlet              | Land | Zeit (s) |
| ----- | ------------------- | ---- | -------- |
| 1     | Edward Osei-Nketia  | NZL  | 10,19    |
| 2     | Rohan Browning      | AUS  | 10,23    |
| 3     | Jake Doran          | AUS  | 10,47    |
| 4     | Zach Holdsworth     | AUS  | 10,48    |
| 5     | Hamish Gill         | NZL  | 10,48    |
| 6     | Jin Su Jung         | AUS  | 10,65    |
| 7     | James Guthrie-Croft | NZL  | 10,73    |
|       | Jack Hale           | AUS  | DSQ      |

Wind: +2,2 m/s

#### 400 m
| Platz | Athlet            | Land | Zeit (s) |
| ----- | ----------------- | ---- | -------- |
| 1     | Alexander Beck    | AUS  | 47,13    |
| 2     | Tyler Gunn        | AUS  | 47,40    |
| 3     | Efekemo Okoro     | GBR  | 47,91 SB |
| 4     | Louis Stenmark    | AUS  | 48,35    |
| 5     | John Gerber       | NZL  | 48,79    |
| 6     | Joshua Ledger     | NZL  | 49,18    |
| 7     | Mikael Starzynski | NZL  | 49,18 PB |

#### 1500 m
| Platz | Athlet              | Land | Zeit (min)    |
| ----- | ------------------- | ---- | ------------- |
| 1     | Nick Willis         | NZL  | 3:41,77 WL SB |
| 2     | Rorey Hunter        | AUS  | 3:41,81       |
| 3     | Luke Young          | AUS  | 3:43,44 PB    |
| 4     | Eric Speakman       | NZL  | 3:44,61 SB    |
| 5     | William Austin-Cray | AUS  | 3:45,31 PB    |
| 6     | Ben Moynihan        | NZL  | 3:45,35 SB    |
| 7     | Paul Robinson       | IRL  | 3:48,11       |
| 8     | Julian Oakley       | NZL  | 3:48,17       |
| 9     | Stefan Music        | AUS  | 3:48,86       |
| 10    | Benjamin Wall       | NZL  | 3:53,81       |
| 11    | Liam Back           | NZL  | 3:55,71       |

#### 5000 m
| Platz | Athlet          | Land | Zeit (min)  |
| ----- | --------------- | ---- | ----------- |
| 1     | Hiroki Matsueda | JAP  | 13:37,37 WL |
| 2     | Hideyuki Tanaka | JAP  | 13:41,05    |
| 3     | Hayden Wilde    | NZL  | 13:47,37 PB |
| 4     | Yūta Bandō      | JAP  | 13:47,93    |
| 5     | Naoki Chiba     | JAP  | 13:55,84    |
| 6     | Riley Cocks     | AUS  | 14:09,06    |
| 7     | Jack Holden     | AUS  | 14:12,85 PB |
| 8     | Ryan Sissons    | NZL  | 14:13,12 PB |
| 9     | Iori Sugawara   | JPN  | 14:14,24    |
| 10    | Josh Maisey     | NZL  | 14:22,70 SB |
| 11    | Isaac Murphy    | NZL  | 14:28,67 PB |
| 12    | Caden Shields   | NZL  | 14:28,68    |
| 13    | Fabian Downs    | SUI  | 14:29,64 PB |
| 14    | Connor Melton   | NZL  | 14:29,65 PB |
| 15    | Joshua Baan     | NZL  | 14:41,66    |
| 16    | Peter Wheeler   | NZL  | 14:54,38    |

#### 100 m Hürden
| Platz | Athlet                | Land | Zeit (s) |
| ----- | --------------------- | ---- | -------- |
| 1     | Nicholas Hough        | AUS  | 13,46    |
| 2     | Shuhei Ishikawa       | JAP  | 13,53    |
| 3     | Jacob McCorry         | AUS  | 13,71    |
| 4     | Joshua Hawkins        | NZL  | 13,76    |
| 5     | Nicholas Andrews      | AUS  | 13,88    |
| 6     | Ryan Neale            | AUS  | 14,78    |
| 7     | Jascha Paulus Coetser | AUS  | 14,90    |
| 8     | James Sandilands      | NZL  | 15,03    |

Wind: +4,1 m/s

#### 3000 m Hindernis
| Platz | Athlet             | Land | Zeit (min) |
| ----- | ------------------ | ---- | ---------- |
| 1     | Kōsei Yamaguchi    | JAP  | 8:31,25 WL |
| 2     | James Nipperess    | AUS  | 8:33,99 SB |
| 3     | Yusuke Uchikoshi   | JAP  | 8:38,48    |
| 4     | Max Stevens        | AUS  | 8:44,11    |
| 5     | Hironari Tsuetaki  | JAP  | 8:44,81    |
| 6     | Yasunari Kusu      | JAP  | 8:47,00    |
| 7     | Jacob Cocks        | AUS  | 8:56,44    |
| 8     | Joe Burgess        | AUS  | 9:00,64 SB |
| 9     | Aidan Roberts      | AUS  | 9:05,65 PB |
| 10    | Aoi Matsumoto      | JAP  | 9:10,98    |
| 11    | Ieuan van der Peet | NZL  | 9:15,55 PB |
| 12    | Niam Macdonald     | NZL  | 9:17,76 PB |
| 13    | George Guerin      | NZL  | 9:17,78 PB |
| 14    | Matthew Clarke     | AUS  | 9:19,73    |
| 15    | Andres Hernandez   | NZL  | 9:20,26 PB |

#### Stabhochsprung
| Platz | Athlet             | Land | Höhe (m) |
| ----- | ------------------ | ---- | -------- |
| 1     | Stephen Clough     | AUS  | 5,17     |
| 2     | Nicholas Southgate | NZL  | 5,17     |
| 3     | Declan Carruthers  | AUS  | 5,17     |
| 4     | James Steyn        | NZL  | 5,17     |
| 5     | Ettiene du Preez   | NZL  | 4,82     |
|       | Angus Armstrong    | AUS  | NM       |

#### Weitsprung
| Platz | Athletin          | Land | Weite (m) |
| ----- | ----------------- | ---- | --------- |
| 1     | Jeremy Andrews    | AUS  | 7,88 PB   |
| 2     | Natsuki Yamakawa  | JAP  | 7,64 w    |
| 3     | Lewis Arthur      | NZL  | 7,18 w    |
| 4     | Felix McDonald    | NZL  | 7,08 SB   |
| 5     | Nicolas Moratalla | ARG  | 7,05 w    |
| 6     | Abhijeet Parmar   | NZL  | 6,38 w    |

#### Kugelstoßen
| Platz | Athlet            | Land | Weite (m)   |
| ----- | ----------------- | ---- | ----------- |
| 1     | Tomas Walsh       | NZL  | 21,66 WL SB |
| 2     | Ryan Ballantyne   | NZL  | 19,71 PB    |
| 3     | Damien Birkinhead | AUS  | 19,69       |
| 4     | Jan Jeuschede     | GER  | 18,98 SB    |
| 5     | Nick Palmer       | NZL  | 17,57       |
| 6     | Liam Ngchok-Wulf  | NZL  | 13,77       |

#### Speerwurf
| Platz | Athlet              | Land | Weite (m) |
| ----- | ------------------- | ---- | --------- |
| 1     | Cameron McEntyre    | AUS  | 78,63 SB  |
| 2     | Hamish Peacock      | AUS  | 77,58     |
| 3     | Takuto Kominami     | JAP  | 75,41     |
| 4     | Nash Lowis          | AUS  | 75,22     |
| 5     | Liam O’Brien        | AUS  | 72,45     |
| 6     | William White       | AUS  | 71,34     |
| 7     | Ben Langton-Burnell | NZL  | 71,26     |
| 8     | Luke Cann           | AUS  | 67,98     |
| 9     | Alex Wood           | NZL  | 67,88     |

### Frauen

#### 100 m
| Platz | Athlet        | Land | Zeit (s) |
| ----- | ------------- | ---- | -------- |
| 1     | Zoe Hobbs     | NZL  | 11,38    |
| 2     | Rosie Elliott | NZL  | 11,60    |
| 3     | Georgia Hulls | NZL  | 11,70    |
| 4     | Livvy Wilson  | NZL  | 11,75    |
| 5     | Natasha Eady  | NZL  | 11,83    |

Wind: +3,2 m/s

#### 200 m
| Platz | Athlet             | Land | Zeit (s) |
| ----- | ------------------ | ---- | -------- |
| 1     | Riley Day          | AUS  | 23,82    |
| 2     | Jacinta Beecher    | AUS  | 23,96    |
| 3     | Nana Owusu-Afriyie | AUS  | 24,07    |
| 4     | Rosie Elliott      | NZL  | 24,15 PB |
| 5     | Zoe Hobbs          | NZL  | 24,19    |
| 6     | Georgia Hulls      | NZL  | 24,53    |
| 7     | Natasha Eady       | NZL  | 24,70    |

Wind: −2,4 m/s

#### 800 m
| Platz | Athlet          | Land | Zeit (min) |
| ----- | --------------- | ---- | ---------- |
| 1     | Catriona Bisset | AUS  | 2:04,45    |
| 2     | Angela Petty    | NZL  | 2:04,84    |
| 3     | Keely Small     | AUS  | 2:05,56 SB |
| 4     | Katherine Camp  | NZL  | 2:08,35    |
| 5     | Lora Roff       | AUS  | 2:08,51    |
| 6     | Ayaka Kawata    | JAP  | 2:09,08    |
| 7     | Erina Hosoi     | JAP  | 2:12,87    |
| 8     | Ellen Schaef    | NZL  | 2:14,64    |

#### 5000 m
| Platz | Athlet           | Land | Zeit (min)  |
| ----- | ---------------- | ---- | ----------- |
| 1     | Hitomi Niiya     | JAP  | 15:07,02 PB |
| 2     | Nozomi Tanaka    | JAP  | 15:24,98    |
| 3     | Caitlin Adams    | AUS  | 15:35,88    |
| 4     | Melissa Duncan   | AUS  | 15:50,32 SB |
| 5     | Rebekah Greene   | NZL  | 16:26,79 PB |
| 6     | Phoebe McKnight  | NZL  | 16:58,27    |
| 7     | Sarah Marvin     | AUS  | 16:59,55 PB |
| 8     | Nynke Mulholland | GBR  | 17:10,84 PB |
| 9     | Anneke Grogan    | NZL  | 17:24,98    |
| 10    | Brigid Dennehy   | NZL  | 17:53,64    |

#### 400 m Hürden
| Platz | Athlet               | Land | Zeit (s) |
| ----- | -------------------- | ---- | -------- |
| 1     | Portia Bing          | NZL  | 56,81 SB |
| 2     | Sara Klein           | AUS  | 57,76    |
| 3     | Mackenzie Jeffries   | NZL  | 59,60    |
| 4     | Genevieve Cowie      | AUS  | 60,21    |
| 5     | Celine Pearn         | NZL  | 61,76    |
| 6     | Ashleigh Palmer      | AUS  | 62,32    |
| 7     | Alessandra Macdonald | NZL  | 63,82    |
| 8     | Paige Bell           | NZL  | 71,16    |

#### 3000 m Hindernis
| Platz | Athlet           | Land | Zeit (min) |
| ----- | ---------------- | ---- | ---------- |
| 1     | Eva Pringle      | NZL  | 10:54,29   |
| 2     | Aimee Ferguson   | NZL  | 11:13,05   |
| 3     | Samantha Corbett | NZL  | 11:23,16   |
| 4     | Amanda Holyer    | NZL  | 11:57,08   |

#### Stabhochsprung
| Platz | Athletin         | Land | Höhe (m) |
| ----- | ---------------- | ---- | -------- |
| 1     | Nina Kennedy     | AUS  | 4,50     |
| 2     | Hannah Philpot   | NZL  | 3,82     |
| 3     | Lisa Campbell    | AUS  | 3,82     |
|       | Imogen Ayris     | NZL  | NH       |
|       | Olivia McTaggart | NZL  | NH       |

#### Dreisprung
| Platz | Athlet            | Land | Weite (m) |
| ----- | ----------------- | ---- | --------- |
| 1     | Mariko Morimoto   | JAP  | 12,78     |
| 2     | Erin Guy          | AUS  | 12,75 w   |
| 3     | Anna Thomson      | NZL  | 12,67 w   |
| 4     | Sarah Cowley      | NZL  | 12,60 PB  |
| 5     | Kayla Goodwin     | NZL  | 12,51 w   |
| 6     | Alsop Greer       | NZL  | 12,35 w   |
| 7     | Alana Macrow-Cain | AUS  | 10,75     |

#### Kugelstoßen
| Platz | Athlet              | Land | Weite (m)   |
| ----- | ------------------- | ---- | ----------- |
| 1     | Sarah Mitton        | CAN  | 18,84 WL PB |
| 2     | Valerie Adams       | NZL  | 18,73       |
| 3     | Brittany Crew       | CAN  | 18,51 SB    |
| 4     | Maddison-Lee Wesche | NZL  | 17,40       |
| 5     | Ashley Bologna      | FRA  | 15,28 SB    |
| 6     | Trinity Tutti       | CAN  | 15,11       |
| 7     | Torie Owers         | NZL  | 14,99       |
| 8     | Kaia Tupu-South     | NZL  | 14,91       |